# Mesorregión del Norte Central Paranaense
La Mesorregión del Norte Central Paranaense es una de las diez  mesorregiones del estado brasileño del Paraná. Está formada por la unión de 79 municipios agrupados en ocho  microrregiones.

## Microrregiones
- Apucarana
- Astorga
- Faxinal
- Floraí
- Ivaiporã
- Londrina
- Maringá
- Porecatu

- Datos: Q2251555